# Az őrület hegyei
Az őrület hegyei Howard Phillips Lovecraft horror kisregénye, melyet 1931 februárja és márciusa között írt. Farnsworth Wright, a Weird Tales szerkesztője túl hosszúnak találta és megtagadta a mű kiadását. A mű 1936 februárjától áprilisáig folytatásokban jelent meg az Astounding Stories magazinban. 2010-ben bejelentették, hogy filmet fognak forgatni a történet alapján, melyet Guillermo del Toro fog rendezni.
S.T. Joshi Lovecraft-kutató szerint a kisregény a Cthulhu mítosz demitizálását jelenti, mivel először magyarázza el a természetfölöttit tudományos módszerekkel. Így megtudjuk, hogy a régi „istenek” (mint pl. Cthulhu) igazából űrlények, melyek több milliárd évvel ezelőtt jöttek el a Földre. Lovecraft több olyan tudományos elméletet használt fel, melyek akkoriban forradalminak számítottak. Ide sorolható a kontinensek tektonikus mozgása, Pangea szétszakadása, a Hold kialakulása, valamint a prekambrium és az archaikum korszakok említése (habár azóta e korszakok definíciója már megváltozott).
A tudomány bemutatása ellenére Lovecraft továbbra is használta az okkult elemeket és a mágiát írásaiban élete végéig, vagyis a kisregény nem jelent szakadást előbbi és későbbi művei között.

## Ihlet
Lovecraftet mindig is érdekelték az antarktiszi expedíciók. S.T. Joshi szerint „Lovecraftet elkápráztatta az antarktiszi kontinens legalább 12 éves kora óta, amikor több rövid fogalmazást írt az antarktiszi kutatókról”. 9 éves korában, elolvasván W. Clark Russell 1887-ben írt könyvét, A befagyott kalózt, több mesét írt antarktiszi színhellyel.
1920-ban az Antarktisz volt az utolsó olyan hely a Földön, melyen még tágas területek voltak melyeken ember még soha nem volt. A korabeli térképeken több fehér lyuk volt található, melyeket Lovecraft kitölthetett fantáziájával.
Richard Evelyn Byrd első expedíciója 1928-1930 között történt meg. Lovecraft gyakran emlegette a felderítőt leveleiben, egyikben megjegyezve, hogy „a Byrd-expedíció geológusai több olyan fosszíliát találtak, melyeknek tropikus múltjuk volt”.
A mű legnyilvánvalóbb irodalmi forrása Edgar Allan Poe Arthur Gordon Pym, a tengerész 1838-ban írt kalandregénye volt, melynek végső fejezete az Antarktiszon történik. Szövegében Lovecraft kétszer idézi elő Poe „zavaró és enigmatikus” meséjét, valamint kölcsönveszi a „Tekeli-li” frázist a regényből. Lovecraft megírta, hogy kisregénye végével ugyanazt a hatást akarta kelteni, mint amit Poe elért a Pym-ben.

## Cselekmény
|  | Alább a cselekmény részletei következnek! |

A cselekmény első személyben lett írva. William Dyer geológus, a Miskatonic Egyetem professzora, beszámolót ír az elmúlt expedíciója eddig titkolt részleteiről. Ezzel akarja elérni, hogy meggyőzzön másokat, ne menjenek hasonló kutatóútra az Antarktiszon. A korábbi expedíciójukon Dyer és társai fölfedeztek fantasztikus és szörnyű romokat, valamint egy veszélyes titkot egy hegy mögött, mely magasabb volt a Himalájánál.
A csoport, mely felfedezte és átrepülte a hegyet tizennégy ősi életformát talált, melyek teljesen ismeretlenek voltak a tudomány számára, és azt se tudták eldönteni, hogy állatok-e vagy növények. Hat példány erősen meg van károsítva, de a többiek érintetlennek néztek ki. A geológiai réteg, melyben megtalálták őket, túl korainak tűnik ahhoz, hogy a lények természetesen fejlődhettek volna ki az evolúció során. Mivel nagyjából hasonlítanak a Necronomicon által leírt mitikus lényekre, elnevezik őket Nagy Öregeknek.
Amikor a főcsoport elveszti a kapcsolatot a hegynél tartózkodó csoporttal, Dyer és a többiek elutaznak a táborig, hogy megtudják, mi történt. A tábor föl lett dúlva és az összes ember, még a kutyák is, le lettek mészárolva. Csak egy ember és egy kutya hiányzott. A közelben találnak hat csillag alakú dombot, mindegyik mellett egy Nagy Öreg el lett temetve. A többi élőlény eltűnt.
Dyer és az egyik egyetemista, Danforth, repülővel a hegy fölé szállnak, amiről meggyőződnek, hogy valójában egy hatalmas város, elhagyatott kőváros külső falai, mely teljesen különbözik az emberi architektúrától. Leszállnak és átkutatják a várost. A falakról leolvasott hieroglifák alapján megismerik a Nagy Öregek történetét. A Nagy Öregek nemsokára rá érkeztek meg, miután a Hold elvált a Földtől. Ők teremtették az életet a Földön. Hatalmas városokat építettek „Shoggothok” segítségével, olyan lényekkel, melyek képesek voltak bármilyen munkát elvégezni, bármely alakot felvenni, és bármit megtanulni. A Nagy Öregek háborúztak a Cthulhu-ivadékok és a Mi-go ellen, akik a Földre érkeztek nemsokára a Nagy Öregek után. A hieroglifák mutatják e civilizáció omladozását is, ahogy a Shoggothok önállósulni kezdtek. Továbbá említés kerül valamiről a hegy mögött, ami annyira szörnyű, hogy a Nagy Öregek se merészeltek oda menni. Végül, miután az Antarktisz lakhatatlanná vált még a Nagy Öregek számára is, elköltöztek egy nagy, földalatti óceánba.
A két ember ráébred, hogy nincsenek egyedül a városban. A táborból hiányzó Nagy Öregek életre keltek, és miután legyilkolták a táborban levő embereket, visszatértek városukba. Megtalálják az ember és a kutya holttestét, melyek föl lettek boncolva, mintha kísérleteztek volna rajtuk.
A két ember rátalál egy hatalmas kapura, mely egy alagút bejárata amelyről feltételezik, hogy a földalatti régiókba vezet. Belépnek az alagútba, ahol további szörnyűségeket találnak. Nagy Öregek lemészárolt holttesteit, nyilván valami harc következtében, valamint 2 méteres pingvineket melyek békésen sétálgatnak. Egy rettentő szörnyűséggel találkoznak, fekete bugyor formában, melyet felismernek mint egy Shoggoth. Valahogyan sikerül megmenekülniük. Amikor a repülő fölszáll, Danforth hátrapillant és meglát valamit, amitől rögtön megőrül. Nem mondja meg senkinek sem, hogy mit látott, de valószínűleg arról a hegy mögötti szörnyűségről van szó, melyet a hieroglifák is említenek.
Dyer professzor befejezi beszámolóját azzal a következtetés, hogy a Nagy Öregek civilizációját megbuktatták a Shoggothok, melyek a hatalmas pingvineken táplálkozva éltek tovább az évezredek folyamán. Könyörög a következő felderítőknek, hogy maradjanak távol olyan dolgoktól, melyeket nem kell rászabadítani a Földre.
|  | Itt a vége a cselekmény részletezésének! |